# Kristin Rübesamen
Kristin Rübesamen ist eine deutsche Schriftstellerin.

## Leben
Kristin Rübesamen studierte Germanistik und Slawistik an der LMU München, arbeitete bei Spiegel TV, ZDF und schrieb für SZ und Frankfurter Sonntagszeitung. Sie brachte Roger Willemsen zum Fernsehen und arbeitete mit ihm erst bei Deutschlands erster täglicher Interviewsendung 0137, später als Chefin vom Dienst bei Willemsens Woche. Rübesamen schrieb 2004 den Roman Später, Baby, 2007 "Hitzefrei",  2009 das Yoga Memoir "Alle sind erleuchtet" und 2019 den Psychokrimi "Außer Atem" (Aufbau Verlag). Nach einem Jahrzehnt in New York und London lebt sie seit 2009 mit ihrer Familie in Berlin. Sie ist verheiratet und hat zwei erwachsene Töchter.

## Schriften
- Das Yoga-ABC: Von A wie Atmen bis Z wie Zehnerkarte. München: Kailash/Sphinx, 2014
- Alle sind erleuchtet: Bekenntnisse einer Yoga-Lehrerin. Berlin: Berlin-Verlag, 2010
- mit Angelika Taschen: Great yoga retreats. Köln: Taschen, 2009
- Hitzefrei: Roman. München: Diana-Verlag, 2007
- Später, Baby: Roman. München: Diana-Verlag, 2004